# Sky Orunia
Sky Orunia – lokalna telewizja działająca w latach 1989–1996, emitująca swój program w Trójmieście.
Była jedną z pierwszych niezależnych prywatnych stacji telewizyjnych w Polsce. Nadawanie o bardzo małej mocy rozpoczęto w 1989 roku z inicjatywy Zbigniewa Klewiado, właściciela warsztatu naprawy telewizorów. Siedziba położona była w jednej z najbardziej zaniedbanych dzielnic Gdańska – na Oruni, stąd właśnie nazwa stacji. W 1990 ulepszono moc nadajnika, który objął swoim zasięgiem całą dzielnicę oraz część Śródmieścia. Program nadawano łamiąc prawa autorskie, bez wymaganej koncesji, ale za przyzwoleniem ówczesnego prezydenta Gdańska Franciszka Jamroża. Emitowano reportaże z życia dzielnicy, kreskówki dla dzieci, transmitowano msze kościelne, a wieczorami pokazywano hity filmowe z zaprzyjaźnionej wypożyczalni kaset VHS. W 1994 telewizja otrzymała koncesję KRRiT na nadawanie w całym Trójmieście, pokonując m.in. gdyńską stację Polonii 1 – Tele-Top.
Sky Orunia pojawiła się na 22 kanale UHF 6 grudnia 1994, emitując na nim ponad rok – do 14 grudnia 1995, kiedy to zarządca gdańskiego wieżowca Prorem w związku z zadłużeniem stacji odciął jej dopływ prądu.
Po kilku miesiącach wznowionego nadawania programu jedynie za pośrednictwem telewizji kablowej, stacja zakończyła działalność w połowie 1996.
Właściciel stacji – Zbigniew Klewiado zmarł 6 lutego 2017 po długiej i ciężkiej walce z chorobą nowotworową w wieku 68 lat.